# Sherpur (zila)
Sherpur (en bengalí: শেরপুর) es un zila o distrito de Bangladés que forma parte de la división de Daca.
Comprende 5 upazilas en una superficie territorial de 1.349 km² : Jhenaigati, Nakla, Nalitabari, Sherpur y Sreebardi.
La capital es la ciudad de Sherpur.

## Upazilas con población en marzo de 2011[2]
- Jhenaigati 160,452
- Nakla 189,685
- Nalitabari 251,361
- Sherpur Sadar 497,179
- Sreebardi 259,648

## Demografía
Según estimación 2010 contaba con una población total de 1.428.928 habitantes.